# Equipo de Auxilio en Desastres de Japón
El Equipo Japonés de Auxilio en Desastres (国際緊急援助隊 Kokusai Kinkyū Enjotai?,  literalmente: «Equipo de Auxilio en Desastres Internacionales»; en inglés: JDR, Japan Disaster Relief Team) es un cuerpo de búsqueda y rescate de Japón, que depende de la Agencia Japonesa de Cooperación Internacional. Tiene como objetivo la intervención de emergencia ante desastres internacionales de grandes magnitudes como terremotos, a petición de gobiernos del mundo que así lo soliciten.
Surgió en los años 70 como respuesta a los refugiados de Camboya. En 1987 el gobierno japonés aseguró su existencia y funcionamiento mediante la Ley del Equipo Japonés de Auxilio en Desastres. Entre 1985 y 2016 el equipo ha sido desplegado a aproximadamente 500 misiones en 44 países del mundo en emergencias derivadas de terremotos, huracanes, deslaves, inundaciones, erupciones volcánicas, accidentes aéreos, crisis de polución y epidemias como la del Síndrome respiratorio agudo grave en China (2003).

## Misiones

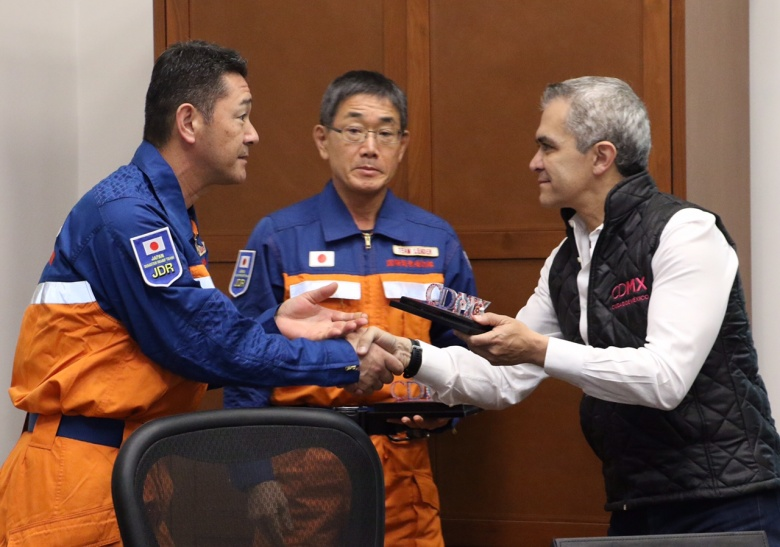
Jefes del equipo japonés recibiendo un reconocimiento del alcalde de la capital de México, Miguel Ángel Mancera.

### México, 2017
A petición del gobierno mexicano y a consecuencia del terremoto de Puebla de 2017, el Equipo de Búsqueda y Rescate del JDR fue desplegado el 22 de septiembre en la Ciudad de México con 72 rescatistas y cuatro perros de búsqueda y rescate. El equipo actuó en la búsqueda de supervivientes en los edificios de Bretaña en la colonia Portales, en el de Álvaro Obregón 286 en la colonia Roma y en el 1-C del Multifamiliar Tlalpan.
En ocasiones cuando se recuperaba el cadáver de una víctima que sucumbió a los efectos del sismo,se guardaba un minuto de silencio y se hacía una señal de respeto de manera emotiva de forma oriental,misma que también replicaron rescatistas nacionales y de otras nacionalidades que también participaron en dicho rescate.
El equipo fue ovacionado por la población mexicana en distintas ocasiones y fue reconocido por el alcalde de la Ciudad de México, Miguel Ángel Mancera en una ceremonia. Fueron despedidos oficialmente en el hangar de la Policía Federal en el Aeropuerto Internacional de la Ciudad de México.